# FK Drina Zvornik
Fudbalski klub Drina Zvornik (cirílico sérvio: Фудбалски клуб Дрина Зворник) é uma associação profissional de futebol da cidade de Zvornik, situada na Bósnia e Herzegovina.
O clube compete na Primeira Liga da Republika Srpska e joga suas partidas em casa no Gradski Stadion (Estádio da Cidade) em Zvornik, que tem capacidade para 3.020 espectadores.

## História
O futebol começou a ser jogado em Zvornik logo após a Primeira Guerra Mundial. A primeira partida de futebol foi disputada em 1924 entre um time de Zvornik e visitantes de Srebrenica. O primeiro clube de futebol foi formado em 1933 e batizado de Zmaj od Noćaja. Representava a comunidade sérvia da cidade. Um ano depois, o clube bósnio Sloga foi formado, então a cidade de Zvornik teve dois clubes de futebol no período entre as duas guerras mundiais. Pouco antes do início da Segunda Guerra Mundial, os dois clubes são desmembrados e um novo clube chamado Omladinac é formado.
Logo após o fim da guerra, um novo clube, o FK Drina, foi formado. O primeiro presidente do clube foi o Sr. Nikola Mastilica. A primeira partida registrada pela imprensa e provavelmente a primeira na competição foi disputada em 17 de maio de 1946, em Tuzla, contra o FK Sloboda Tuzla. Durante o período na Iugoslávia, o clube jogou principalmente em ligas nacionais inferiores.
Com a dissolução da Iugoslávia, em 1992, é formada a Federação de Futebol da República Sérvia. Drina Zvornik foi membro da primeira temporada da liga em 1995-96 a ser organizada pelo FSRS. O campeonato foi dividido em dois grupos e o clube disputou a Primeira Liga - Leste. Nesta primeira temporada, o clube acabou rebaixado, mas depois de apenas uma temporada o clube como campeão da Segunda Liga, foi promovido e jogou na Primeira Liga na temporada 1997-98. O clube sofreu rebaixamento mais uma vez, mas voltaria à Primeira Liga na temporada 2002-03, desta vez permanecendo na liga até 2010. Na temporada de 2009-2010, o clube foi o campeão da liga, e agora sendo a Primeira Liga da República Sérvia parte do sistema de liga da Bósnia e Herzegovina, o clube alcançou seu maior resultado de todos os tempos e foi promovido à Premijer Liga, mas foi rebaixado novamente para a segunda divisão, depois de terminar em último em sua primeira temporada na Premijer Liga.
Em 2013–14, Drina Zvornik terminou em primeiro lugar na Primeira Liga da Republica Sérvia e foi novamente promovido à Premijer Liga.

## Equipe Atual
14 de outubro de 2023
Nota: Bandeiras indicam equipe nacional, conforme definido pelas regras de elegibilidade da FIFA. Os jogadores podem ter mais de uma nacionalidade não-FIFA.
| N.º |                      | Posição | Jogador             |
| --- | -------------------- | ------- | ------------------- |
| 1   | Bósnia e Herzegovina | G       | Branislav Ružić     |
| 2   | Bósnia e Herzegovina | D       | Savo Veljkić        |
| 3   | Sérvia               | D       | Pavle Lazić         |
| 4   | Bósnia e Herzegovina | D       | Filip Blagojević    |
| 5   | Bósnia e Herzegovina | D       | Boris Andrić        |
| 6   | Sérvia               | M       | Filip Kojić         |
| 7   | Bósnia e Herzegovina | M       | Pavle Sušić         |
| 8   | Bósnia e Herzegovina | M       | Radovan Vasić       |
| 9   | Macedónia do Norte   | M       | Hristijan Denkovski |
| 10  | Bósnia e Herzegovina | D       | Sasa Perić          |
| 11  | Sérvia               | A       | Drago Maksimović    |

| N.º |                      | Posição | Jogador         |
| --- | -------------------- | ------- | --------------- |
| 12  | Bósnia e Herzegovina | G       | Nebojša Gajić   |
| 13  | Sérvia               | M       | Luka Samardzija |
| 14  | Bósnia e Herzegovina | M       | Danijel Culum   |
| 14  | Bósnia e Herzegovina | M       | Aleksa Marić    |
| 15  | Bósnia e Herzegovina | M       | Nikola Stanišić |
| 16  | Bósnia e Herzegovina | D       | Ibrahim Hidić   |
| 18  | Bósnia e Herzegovina | M       | Jovan Novak     |
| 20  | Canadá               | D       | Taha Ilyass     |
|     | Bósnia e Herzegovina | G       | David Jevtić    |
|     | Bósnia e Herzegovina | M       | Vladan Jezdić   |
|     | Sérvia               | A       | Jovo Beatović   |

## Títulos
- Primeira Liga - RS (2): 2009-10, 2013-14
- Segunda Liga - RS (2): 1996-97, 2001-02